# Hans Pützfeld
Hans Pützfeld (* 30. Januar 1911 in Dortmund; † ) war ein deutscher Radrennfahrer.
Hans Pützfeld war Profi-Radrennfahrer von 1930 bis 1939. Er betätigte sich hauptsächlich als Sechstagefahrer. 1930 hatte er sein Debüt, gemeinsam mit Gustav Kilian in Dortmund. 1931 belegte er beim Sechstagerennen von Stuttgart mit Kilian Platz zwei. Insgesamt startete Pützfeld bei insgesamt 18 Sechstagerennen, von denen er eins gewann, 1934 das von Kopenhagen, gemeinsam mit Willy Funda; im selben Jahr wurde das Duo, gemeinsam ebenfalls in Kopenhagen, Zweite. Pützfeld fuhr auch Sechstagerennen in den Vereinigten Staaten.
Bei der Deutschland-Rundfahrt 1938 gewann Pützfeld eine Etappe.